# Ragoût de truffes
Le ragoût de truffes est une spécialité originaire du sud de la France, du Périgord à la Provence, les deux régions les plus productrices. C'est un mets aussi rare que cher puisque, en plat principal, il se prépare sur la base de huit truffes soit entre 200 et 300 grammes de ce champignon.

## Ingrédients
Outre les truffes et le vin rouge ou blanc, la préparation de ce mets nécessite de l'huile d'olive ou du beurre, des échalotes ou des oignons, du laurier, du thym, de la farine, du sel et du poivre, ainsi que du pain grillé ou frit,.

## Préparation
Deux façons différentes de préparer ce mets peuvent être utilisées. La première demande de faire bouillir préalablement les truffes dans le vin, puis d'utiliser le vin de cuisson pour réaliser la sauce et y rajouter après les rondelles de truffes et des morceaux de pain grillé.
La seconde se commence par une marinade où la moitié des truffes mijotent près de deux heures à feu doux dans le vin. Ensuite, la farine est utilisée pour lier une sauce avec le reste de truffes avant de laisser à nouveau mijoter et de servir sur les croûtons.

## Accord mets/vin
Un vin rouge puissant et corsé accompagne traditionnellement ce mets. Il est conseillé de servir un vin de la région de production tel que le ventoux, le cahors ou le collioure.

### Articles annexes
- Vin et cuisine
- Cuisine provençale
- Cuisine occitane